# Placido Maria Schiaffino
Placido Maria Schiaffino, O.S.B., italijanski rimskokatoliški duhovnik, škof in kardinal, * 5. september 1829, Genova, † 23. september 1889.

## Življenje
30. avgusta 1878 je bil imenovan za naslovnega škofa Nise in za predsednika Papeške eklestične akademije. 1. septembra istega leta je prejel škofovsko posvečenje.
18. novembra 1884 je postal tajnik Kongregacije za posvetovanje o regularnih. 
27. julija 1885 je bil povzdignjen v kardinala in imenovan za kardinal-duhovnika Ss. Giovanni e Paolo.